# Krasinek
Krasinek – przysiółek w Polsce położony w województwie warmińsko-mazurskim, w powiecie elbląskim, w gminie Młynary.
W latach 1975–1998 miejscowość administracyjnie należała do województwa elbląskiego.